# Gunnar Bergh (militär)
Nils Anders Gunnar Bergh, född den 4 juni 1902 i Arvika, död den 16 februari 1982 i Stockholm, var en svensk militär och företagsledare.
Berg blev fänrik vid fortifikationen 1922, löjtnant där 1926, vid intendenturkåren 1932, kapten där 1934 och major där 1942. Han var lärare vid Krigshögskolan 1936–1944 och chef för Intendenturförvaltningsskolan 1943–1945. Bergh befordrades till överstelöjtnant vid generalstabskåren 1945, i reserven 1948, och till överste 1951. Han var avdelningschef vid försvarsstaben 1945–1948 och ordförande i Stockholms befälsutbildningsförbund 1949–1960. Bergh var verkställande direktör för Svenska pressbyrån 1949–1967 och vice styrelseordförande där 1967–1975. Han invaldes som ledamot av Krigsvetenskapsakademien 1944. Bergh blev riddare av Svärdsorden 1943 och av Vasaorden 1946 samt kommendör av sistnämnda orden 1960.